# Jerry Calà
Jerry Calà (eigentlich Calogero Calà, * 28. Juni 1951 in Catania) ist ein italienischer Schauspieler, Drehbuchautor und Filmregisseur.

## Leben
Calà formierte in mit Umberto Smaila, Nini Salerno, Gianandrea Gazzola und Mallaby Spray (die beiden Letzteren wurden Ende der 1960er Jahre durch Franco Oppini ersetzt) die in Verona, wohin er mit seinen Eltern bereits als Kind gezogen war, beheimatete kabarettistische Gruppe Gatti di vicolo Miracoli, mit der er auch in Mailand große Erfolge feierte und Platten aufnahm.
Nach ersten Erfahrungen im Fernsehen durch Carlo Vanzina für den Film entdeckt, spielte Calà zunächst rein komödiantische Parts, die später durch Filme für ein jugendliches Publikum erweitert wurden, in denen Calà meist den sympathischen, idealistischen, aber auch erfolgsorientierten jungen Mann darstellte – ähnlich dem Publikum, auf das die Filme erfolgreich abzielten. Seit den 1990er Jahren sind seine Auftritte spärlicher; Calà betätigt sich häufiger hinter der Kamera.
Calà, der auch zahlreiche Singles mit Songs aus seinen Filmen veröffentlichte, spielte 1986 in der Fernsehserie Professione vacanze und Ende der 1990er Jahre mehrfach für den Bildschirm. Gelegentlich übernimmt er auch Synchronrollen.
Seit September 2002 ist Calà verheiratet; er hat einen Sohn.

## Filmografie (Auswahl)
- 1979: Arrivano i gatti
- 1982: Der Bomber (Bomber)
- 1983: Gelati und Amore (Sapore di mare)
- 1985: Ferien in Amerika (Vacanze in America)
- 1985: Vom Blitz getroffen (Colpo di fulmine)
- 1992: Sonnenöl und heiße Früchtchen (Abbronzatissimi)
- 1993: Noch mehr Sonnenöl und heiße Früchtchen (Abbronzatissimi 2 – un anno dopo)
- 1995: Chicken Park (Chicken Park) (auch Regie)
- 1999: Mörderische Abfahrt – Skitour in den Tod
- 2008: Torno a vivere da solo (auch Regie, Drehbuch)

## Diskografie (Auswahl)
- 1972: I gatti di vicoli miracoli
- 1975: In caduta libera